# Язьва
Я́зьва (коми-перм. Ёдз, Ёдж, Ёдч) — река в Пермском крае России, левый приток Вишеры. Протекает по южной части Красновишерского района (небольшой участок в верхнем течении проходит по Соликамскому району). Впадает в Вишеру у села Усть-Язьва ниже города Красновишерска, в 73 км от её устья.
Длина — 162 км, общая площадь водосбора — 5900 км², средняя высота водосбора — 292 м. Средний уклон — 1,7 м/км.

## География
Река образуется слиянием рек Полуденная Язьва и Северная Язьва на западных склонах Кваркуша юго-восточнее горы Кабакайка (581 м НУМ) в 36 км к северо-востоку от села Красный Берег. Генеральное направление течения — запад и северо-запад. В среднем и нижнем течении образует многочисленные острова, затоны и старицы. На реке расположен ряд сёл и деревень, крупнейшие из них — Красный Берег, Антипина, Верхняя Язьва, Цепел и Нижняя Язьва. Впадает в Вишеру у села Усть-Язьва, ширина реки у устья — 80-90 метров.
Весной река бурная, летом сильно мелеет. В русле есть перекаты и камни, но крупных порогов нет. В верховьях берега заросли тайгой, ниже покрыты кустарником и сосновыми борами. По берегам встречаются скалы и пещеры.

## Притоки
Основные притоки:
- левые: Молмыс, Мель, Глухая Вильва, Колынва;
- правые: Колчим, Цепёл.

Притоки (км от устья):
- 21 км: река Колынва (лв)
- 25 км: река Чучнева (пр)
- 38 км: река Глухая Вильва (лв)
- 65 км: река Дальняя Сурдья (пр)
- 70 км: река Верхняя Перша (лв)
- 75 км: река Цепёл (пр)
- 75 км: река Корнышиха (пр)
- 82 км: река Шудья (пр)
- 91 км: река Кульсим (лв)
- 93 км: река Пулт (пр)
- 103 км: река Мель (лв)
- 112 км: река Кукай
- 115 км: река Колчим (пр)
- 115 км: река Молмыс (лв)
- 119 км: река Нижняя Тулымка (пр)
- 130 км: река Верхняя Тулымка (пр)
- 142 км: река Большая Осиновка (пр)
- 144 км: река Мазярика (лв)
- 146 км: река Кабакайка (лв)
- 150 км: река Цепёл (пр)
- 162 км: река Полуденная Язьва (лв)
- 162 км: река Северная Язьва (пр)

## Данные водного реестра
По данным государственного водного реестра России относится к Камскому бассейновому округу, водохозяйственный участок реки — Кама от водомерного поста у села Бондюг до города Березники, речной подбассейн реки — бассейны притоков Камы до впадения Белой. Речной бассейн реки — Кама.
Код объекта в государственном водном реестре — 10010100212111100004969.